# Carolina Sabino
Carolina Andrea Ignacia Sabino Rodríguez (Bogotá, 31 de julio de 1977) es una actriz, modelo y cantante colombiana de ascendencia italiana, hija de la también actriz Myriam de Lourdes.

## Trayectoria
Carolina Sabino comenzó su carrera en comerciales desde que era bebé y a los seis años de edad formó parte del elenco de la serie infantil Pequeños gigantes. Luego actuó en las telenovelas Pasiones secretas, Momposina, Eternamente Manuela, Guajira, Las Juanas, El fiscal, Me amarás bajo la lluvia y «El precio del silencio», por esta última ganó un premio «India Catalina» como mejor actriz principal en el año 2003.
También protagonizó un capítulo de la serie Mujeres asesinas interpretando a Mercedes, la Virgen. Estuvo en un capítulo de la serie Tiempo final y en las telenovelas La dama de Troya y Chepe Fortuna. En 2005 fue participante del reality Desafío 2005: Cabo Tiburón, perteneciendo al equipo de las celebridades.
Como cantante fue la voz principal del grupo musical Luna Verde, junto a sus compañeros de entonces el actor Jorge Cárdenas, el también cantante Leonardo Álvarez y la expresentadora Vicky Rodríguez. El sencillo «Ay qué calor» (1994), primero de la banda, alcanzó lugares de importancia en varias emisoras radiales latinoamericanas, con este grupo grabó un segundo álbum titulado «En IV Creciente», del que se desprendió la canción «La Colita» que sonó insistentemente en la radio colombiana y en algunos otros países suramericanos. Posteriormente, Sabino grabó como solista el álbum «Las Juanas» (1997), banda sonora de la telenovela del mismo nombre con la disquera «Sonolux». En el año 1998 Sabino graba el álbum «La Puerta Azul» en el que mezcla ritmos novedosos como el ska y el bossa nova, de este álbum se desprende el sencillo «El Aguacero» con el que participó en Viña del Mar en el año 1999 obteniendo las dos gaviotas de plata del festival.
En 2004 reaparece en el ambiente musical con el álbum «Vuelve» que incluye sencillos como «Me amarás bajo la lluvia», «Vuelve» y «Nada es para siempre», este último coescrito por el cantante Juanes y Vito Poveda, otros temas destacados en el álbum son: «Así te di mi corazón», «Días de frío» y la versión acústica del tema «Por tu querer» popularizado por «Luna Verde» en 1994.
En 2011 actuó con su hijo Tomás en un capítulo de la serie Mujeres al límite y en el 2012 participó en ¿Donde está Elisa?.
Para 2013 participa en la telenovela colombiana Muñeca brava, una versión de la telenovela argentina Muñeca brava rodada después del éxito que habían tenido las versiones de México y Perú. Recientemente interpretó a Matilde en la novela de RCN Un sueño llamado salsa, personaje con el que fue nominada a un premio TVyNovelas como mejor actriz de reparto.
En agosto de 2015 llega al Ecuador para hacer parte del equipo de VAMOS MUNDO MAGAZINE, un programa de la cadena radial FM MUNDO de la ciudad de Quito y participó en la VOZ Ecuador como entrenadora haciendo equipo con la reconocida cantante española Martha Sánchez.

## Filmografía

### Televisión
| Año       | Título                    | Personaje                             |
| --------- | ------------------------- | ------------------------------------- |
| 1993      | Pasiones secretas         | Alejandra Fonseca                     |
| 1994      | Momposina                 | Rosa Lenoit "Momposina" (joven)       |
| 1995-1996 | Eternamente Manuela       | Fernanda Herrera                      |
| 1996-1997 | Guajira                   | Úrsula Epieyu                         |
| 1997-1998 | Las Juanas                | Juana Matilde/ Juana Matilde Salguero |
| 1999-2000 | El Fiscal                 | Sandra Lombana                        |
| 2000      | Estrellita del Sur        | Estrella                              |
| 2001-2002 | El precio del silencio    | Luisa María Medina                    |
| 2003-2004 | Punto de giro             | Karina de Mistral                     |
| 2004-2005 | Me amarás bajo la lluvia  | Laura Falcón                          |
| 2006      | Merlina, mujer divina     | Lady Di Onisia Siachoque              |
| 2006-2007 | Zona rosa                 | Natalia Pizarro                       |
| 2007      | Mujeres asesinas          | Mercedes "Ep: Mercedes, la virgen"    |
| 2008      | Tiempo final              | Verónica Mendoza "Ep: Los swingers"   |
| 2008-2009 | La dama de Troya          | Julieta                               |
| 2009-2010 | Pandilla, guerra y paz II | Carolina Sabino                       |
| 2010-2011 | Chepe fortuna             | María del Pilar Jiménez "Marichuly"   |
| 2011-2012 | Kdabra                    | Fernanda                              |
| 2012      | ¿Dónde está Elisa?        | Amanda Cruz                           |
| 2014      | Un sueño llamado salsa    | Matilde León                          |
| 2014      | La playita                | Lina de Socarrás                      |
| 2015-2016 | Celia                     | Myrta Silva                           |

## Cine
| Año  | Tìtulo                     | Personaje         |
| ---- | -------------------------- | ----------------- |
| 2019 | Al son que me toquen bailo | Tía Doris (Joven) |

## Reality
| Año       | Tìtulo                                      | Rol                       |
| --------- | ------------------------------------------- | ------------------------- |
| 2005      | Desafío 2005: Cabo Tiburón, Chocó, Colombia | Concursante               |
| 2013      | La Pista                                    | Líder del grupo Destellos |
| 2021-2022 | ¿Quien es la máscara?                       | Participante              |
| 2025      | MasterChef Celebrity                        | Participante              |

## Discografía

### Con "Luna Verde"

#### Luna Verde(1994, Sony Music Entertainment Colombia S.A)
Sencillos
- Ay qué calor (Estéfano)
- Por tu querer (Juan Gabriel Turbay)
- Espacio (Juan Gabriel Turbay)

#### En IV Creciente(1995, Sony Music Entertainment Colombia S.A)
Sencillos
- La colita (Yasmil Marrufo)

### Como solista

#### Las Juanas(1997,Sonolux)
Sencillos
- Las Juanas (Willie Salcedo)
- La pollera azul (Pedro Salcedo)
- La reina de la Cumbiamba (Willie Salcedo)

#### La puerta azul(1998,Sonolux)
Sencillos
- El aguacero
- El malecón (Alberto Pujol)

#### Vuelve(2004,Sonolux)
Sencillos
- Me amarás bajo la lluvia (Carolina Sabino / Juan Pulido)
- Vuelve (Carolina Sabino / Carlos Iván Medina)

## Premios y nominaciones

### Premios India Catalina
| Año  | Categoría                        | Telenovela o Serie     | Resultado                                    |
| ---- | -------------------------------- | ---------------------- | -------------------------------------------- |
| 2013 | Mejor Actriz de Reparto de Serie | ¿Dónde está Elisa?     | Nominada                                     |
| 2003 | Mejor Actriz Principal           | El precio del silencio | Ganadora                                     |
| 1998 | Mejor Actriz Principal           | Las Juanas             | Ganadora Compartido con las otras 4 actrices |
| 1995 | Mejor Actriz Principal           | Momposina              | Nominada                                     |

### Premios Tv y Novelas
| Año  | Categoría                             | Telenovela o Serie     | Resultado |
| ---- | ------------------------------------- | ---------------------- | --------- |
| 2015 | Mejor actriz de reparto de telenovela | Un sueño llamado salsa | Nominada  |
| 2013 | Mejor actriz de reparto de telenovela | ¿Dónde está Elisa?     | Nominada  |
| 2003 | Mejor Actriz Protagónica              | El precio del silencio | Nominada  |
| 2000 | Mejor Actriz Protagónica de Serie     | El fiscal              | Nominada  |
| 1996 | Mejor actriz de reparto               | Eternamente Manuela    | Nominada  |